# Oberea yunnanensis
Oberea yunnanensis là một loài bọ cánh cứng trong họ Cerambycidae.